# 5498 Gustafsson
Az 5498 Gustafsson (ideiglenes jelöléssel 1980 FT3) a Naprendszer kisbolygóövében található aszteroida. Claes-Ingvar Lagerkvist fedezte fel 1980. március 16-án.